# Cyclopoliarus biperforata
Cyclopoliarus biperforata är en insektsart som först beskrevs av Ronald Gordon Fennah 1945.  Cyclopoliarus biperforata ingår i släktet Cyclopoliarus och familjen kilstritar. Inga underarter finns listade i Catalogue of Life.